# Статфьорд

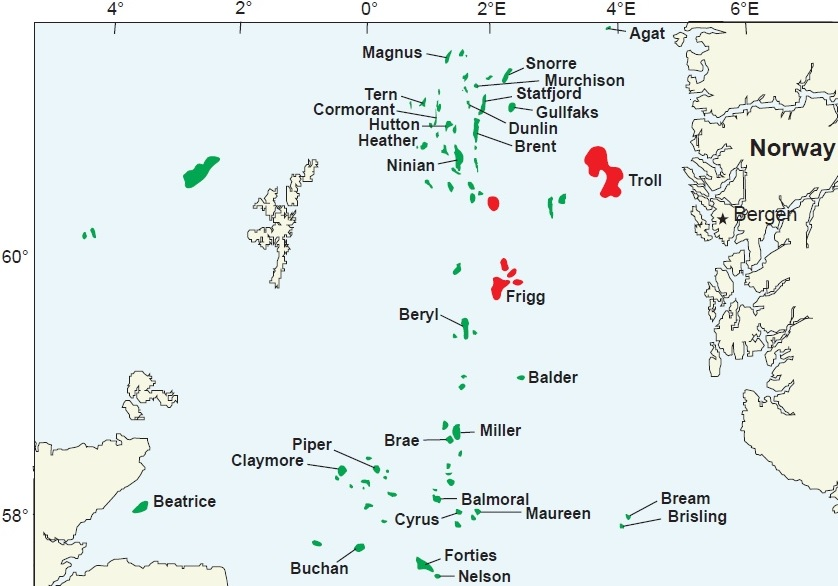
Карта месторождений в северной части Северного моря. Зелёным показаны нефтяные месторождения, красным — газовые.

Статфьорд, Блоки 33/9 и 33/12 (Норвегия), 211/25 (Великобритания) — комплекс нефтегазовых месторождении в акватории Северного моря. Открыто в 1974 году. Освоение началось в 1979 году. Один из самых старых крупных нефтяных месторождении Северной Европы.

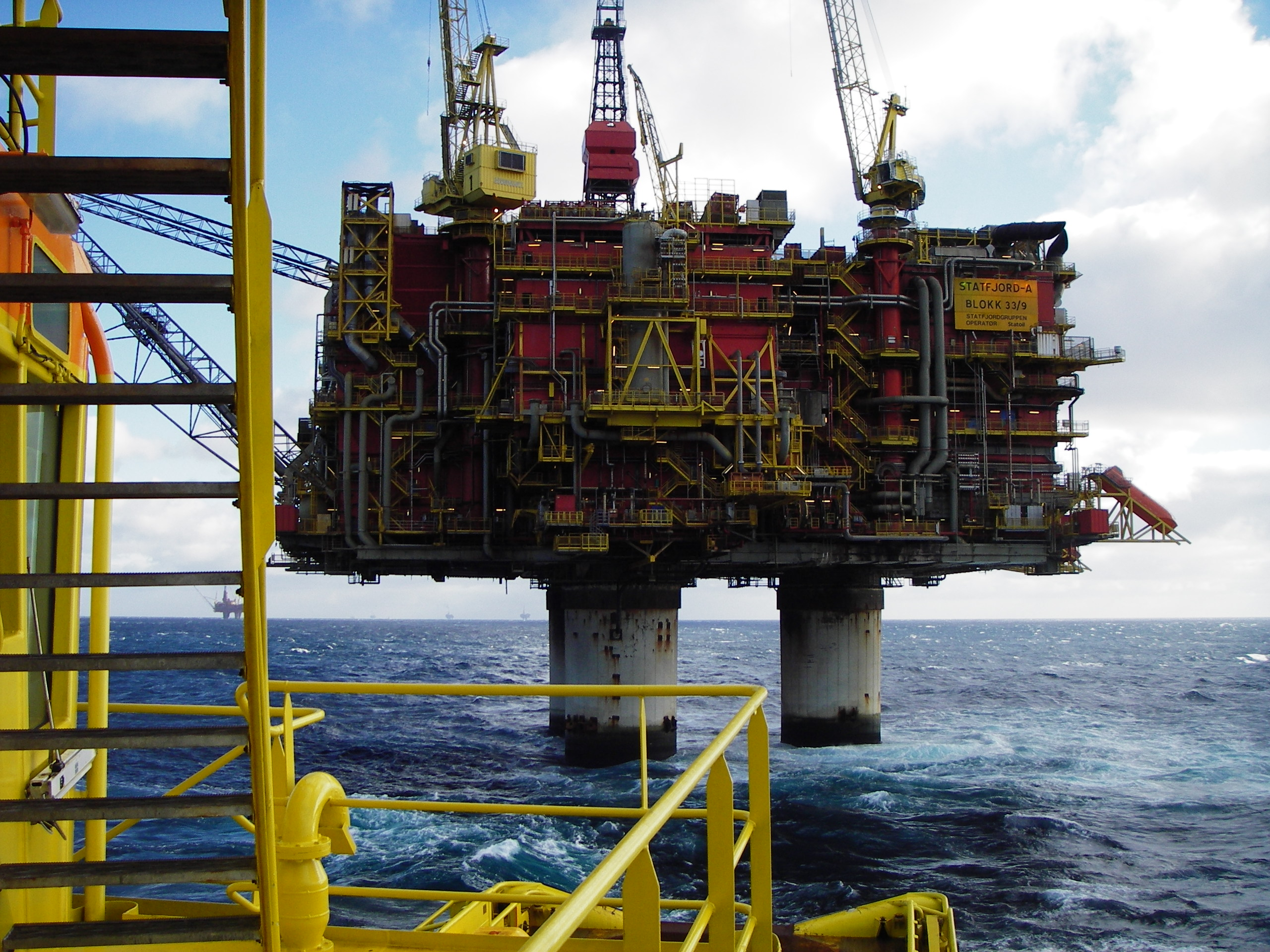
Нефтедобывающая платформа Статфьорд-А

В комплекс Статфьорда входит основная структура Статфьорд (А, В, C) и их спутники Статфьорд Восточный, Статфьорд Северный, Сигна.
Нефтегазоносность установлено в отложениях палеогена. Начальные запасы нефти на комплексе составляет 500 млн тонн, а запасы природного газа — 200 млрд м³.
Оператор Статфьорда является норвежская компания StatoilHydro (44,34 %). Другие партнеры проекта: ConocoPhillips (15,17 %), ExxonMobil (21,37 %), Shell (8,55 %), Centrica Resources (9,68 %), Enterprise Oil (0,89 %).
Добыча нефти 2006 году составила 5,71 млн тонн. Добытую нефть Статфьорда перевозят танкерами по всей Европы. Газ поступает через трубопровод «Тампен-Линк» в Сент-Фергюсон (Великобритания).